# 粉頭果鳩
粉頭果鳩（學名：Ptilinopus jambu）是一種小型及色彩鮮豔的果鳩，屬於留鳥，分布於泰國南部、馬來西亞、印尼的加里曼丹、蘇門答臘、爪哇等島、新加坡及汶萊。

## 型態
粉頭果鳩約長23-27公分、重約40公克。其顏色特別鮮豔，眼睛周圍有一特殊的白環，鳥喙為橘色，腿為紅色，其叫聲為較輕、低沉的咕咕聲。成雄鳥面部為深紅色，下巴則為灰色，身體背部呈綠色，腹部呈白色，胸部有一粉紅色的斑點，尾部下方則為棕色。雌成鳥面部則為暗紫色，下方有較多部分呈綠色且尾部下方為肉桂色。幼鳥長相均類似雌鳥，但面部是綠色的，雄鳥在長出飛羽後39週長成全身羽毛。其綠色的羽毛在雨林中具有保護作用。

## 棲地與習性
粉頭果鳩棲息於紅樹林沼澤與低於1500米的低地雨林，也可生存於次生林中。雄鳥具有領域性，藉著舉起翅膀、上下擺動身體和咕咕叫來宣示領域，並會啄擊入侵者。冬季與夏季皆可繁殖，雄鳥還會蒐集草與樹枝提供雌鳥在樹上築出脆弱的巢，雌鳥在巢中生下一至兩顆白色的蛋，20天後孵化，再經約12天幼鳥長出飛羽。
粉頭果鳩會撿拾掉落在地上的果食或直接啄食樹汁上的果實，通常落單或成對出現，但在果樹上覓食時可能出現一大群。像其他鴿子一樣，粉頭果鳩可以吸吮的方式喝水（一般鳥類則不能）。

## 保育
發生在印尼與馬來西亞的嚴重棲地破壞已威脅了粉頭果鳩的生存，但因為其可以生存在次生林或較高海拔的地區，所以其處境沒有像其他雨林中的鳥類那麼嚴重。在IUCN紅色名錄中粉頭果鳩被列為近危物種。

## 外部連結
- BirdLife Species Factsheet （页面存档备份，存于）
- Blue planet （页面存档备份，存于）
- Red Data Book
- Mangoverde World, images of male and female （页面存档备份，存于）
- 图片 （页面存档备份，存于）